# Френсіс де Вінтон
Генерал-майор сер Френсіс Волтер де Вінтон (21 червня 1835 — 16 грудня 1901) — британський армійський офіцер, колоніальний адміністратор та придворний у дворі герцога Йоркського. Він, зокрема, служив адміністратором-генералом Вільної держави Конго під керівництвом короля Бельгії Леопольда II.

## Раннє життя
Де Вінтон народився в Пітсфорді, Нортгемптоншир, у 1835 році, був другим сином Волтера де Вінтона з замку Маесллуч та Джулії Сесілії, другої дочки Річарда Джона Коллінсона та сестри відомих морських капітанів Річарда Коллінсона та Бернарда Коллінсона. Його батько змінив своє прізвище з Вілкінс на Де Вінтон королівським указом у 1839 році.

## Початок кар'єри
Де Вінтон здобув освіту в Королівській військовій академії у Вулвічі та був зарахований до Королівської артилерії 11 квітня 1854 року. Він вперше побачив активну службу в Кримській війні та був присутній під час Облоги Севастополя. За свою службу він отримав Орден Почесного легіону (5-й клас). У 1861 році його було підвищено до капітана, і він служив у Британській Північній Америці та Гібралтарі, перш ніж працювати військовим аташе в Константинополі з 1877 по 1878 рік.
З 1878 по 1883 рік він був секретарем у маркіза Лорна, який був генерал-губернатором Канади. Де Вінтон був підвищений до підполковника в 1880 році і став бревет-полковником в 1884 році. Він став компаньйоном Ордена Святого Михайла і Святого Георгія в 1882 році і був посвячений у лицарі цього ж ордена в лютому 1884 року.

## Кар'єра в Африці та пізніше життя

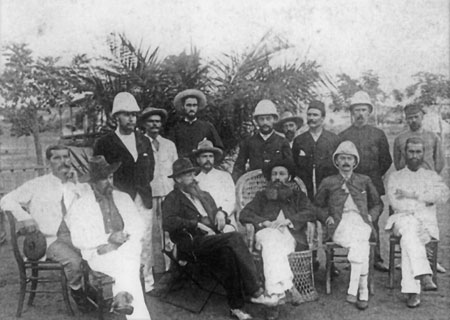
На ранніх етапах лише жменька людей відповідала за місцеве самоврядування у Фрі-Стейті. Посередині, на плетеному сидінні, генерал-губернатор Каміль Янссен. Ліворуч від нього сидить сер Френсіс де Вінтон, генеральний адміністратор, який офіційно проголосив незалежність нової держави 1 липня 1885 року. Фотографія зроблена у Віві в 1886 році.

Згодом він обіймав адміністративні посади в кількох африканських колоніях, особливо працюючи адміністратором-генералом Вільної держави Конго. В результаті він був удостоєний звання командора Ордена Леопольда бельгійським урядом. У 1887 році він командував Експедицією Йоні проти народу йоні в Західній Африці.
Він став компаньйоном Ордена Лазні після успішного придушення повстання і був призначений помічником генерал-квартирмейстера в штабі армії. У 1889 році Де Вінтон був відправлений британським урядом як комісар до Свазіленду. У травні 1890 року де Вінтон, який 21 червня того ж року пішов у відставку з армії з почесним званням генерал-майора, був призначений губернатором володінь Імперської британської східноафриканської компанії, але в червні 1891 року він пішов у відставку.
У січні 1892 року де Вінтон став контролером і скарбником у дворі принца Альберта Віктора, герцога Кларенса та Ейвондейла. Після передчасної смерті герцога де Вінтон служив у дворі герцога та герцогині Йоркських. У 1893 році його було удостоєно звання лицаря Великого Хреста.

## Особисте життя
Перебуваючи в Канаді, він був майстром гончих Монреальського полювання. Де Вінтон був почесним секретарем Королівського географічного товариства між 1888 і 1889 роками і отримав почесний ступінь доктора права в Кембриджському університеті.
У 1864 році він одружився з Евелін, дочкою Крістофера Роусона з Ленноксвілля, Канада, і мав двох синів і двох дочок. Один син помер раніше за нього в 1892 році. Де Вінтон помер у Лланстефані, Ллісвен, у 1901 році і був похований у Гласбері.
Він є тезкою Де Вінтона, Альберта, в Канаді.